# (37879) 1998 FB47
1998 FB47 (asteroide 37879) é um asteroide da cintura principal. Possui uma excentricidade de 0.00611880 e uma inclinação de 5.98214º.
Este asteroide foi descoberto no dia 20 de março de 1998 por LINEAR em Socorro.